# Holotrichia imugana
Holotrichia imugana är en skalbaggsart som beskrevs av Moser 1924. Holotrichia imugana ingår i släktet Holotrichia och familjen Melolonthidae. Inga underarter finns listade i Catalogue of Life.